# Ludvika lillkyrka

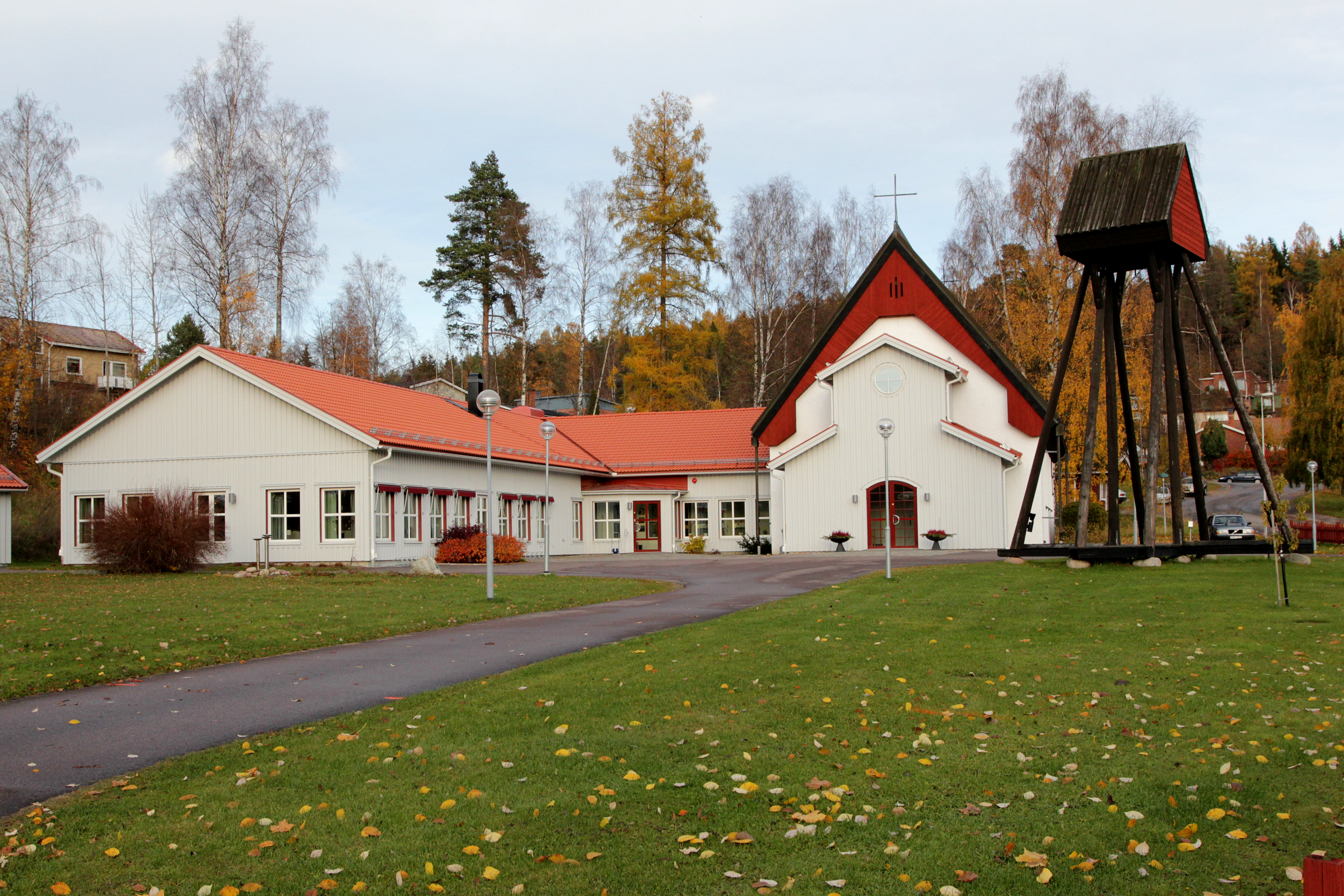
Ludvika lillkyrka

Ludvika lillkyrka, eller Lillkyrkan, är en kyrkobyggnad i Ludvika församling i Västerås stift. Kyrkan ligger i stadsdelen Ludvika gård i sydvästra Ludvika, Dalarnas län.
Lillkyrkan invigdes 24 november 1973 av biskop Sven Silén. Planerna för en kyrka på platsen tog sin början på 1950-talet i samband med att Ludvika kommun började bebygga området med höghus. I slutet av 1950-talet inreddes en källare i ett av höghusen till tillfällig kyrkolokal, som i folkmun fick namnet Lillkyrkan. Då detta namn ansågs inarbetat fick den nybyggda kyrkan överta namnet.
Kyrkan är ritad av Tore Virke och är sammanbyggd med det tillhörande församlingshemmet. Kyrkan är byggd av tegel, med puts på utsidan och furupanel på insidan. Takarmaturerna, som också kan fungera som ljushållare för 48 levande ljus, har arkitekten lånat inspiration till från Junsele kyrka, de är även tillverkade just i Junsele. Mycket av inredningen, till exempel dopfunten i lärkträ med virke från lärkar i samma stadsdel, är gjorda av Hillängens Småindustrier. Kyrkorummet har lösa stolar istället för bänkar och altarbordet har bara altarskrank åt sidorna, så en öppning bildas mot kyrkorummet. Orgeln, med sex stämmor, införskaffades 1985 och är byggd av Frederiksborg Orgelbyggeri.
Till kyrkan hör också en klockstapel av trä, på gården framför kyrkan. Klockan i denna väger 200 kilogram och är gjuten 1973. Klockan bär följande inskription, en vers av Lars-Olof Ericsson, komminister i Ludvika vid den aktuella tiden:
| ” | Kom i glädje Kom i smärta Kom med allt Gud är större Än vårt hjärta –Vet ju allt | „ |